# آکروپولیس (سرده)
آکروپولیس (نام علمی: Acropolis) نام سردهای از پروانهها از تیرهٔ فرعی پروانگان قهوه‌ای (Satyrinae) از خانوادهٔ پروانه‌های فرچه‌پااست. این سرده تنها شامل یک گونه با نام علمی Acropolis thalia می‌شود که در بخش‌های نیمه‌گرمسیری چین پراکنده است.